# 노원을지대학교병원

노원을지대학교병원(蘆原乙支大學校病院)은 서울특별시 노원구 한글비석로 68에 위치한 을지대학교 교육협력 종합병원이다.

## 연혁
- 1995년 4월 8일 노원을지병원 개원

## 같이 보기
- 을지대학교
- 대전을지대학교병원
- 의정부을지대학교병원